# بارتون روفرز
نادي بارتون روفرز لكرة القدم (بالإنجليزية: .Barton Rovers F.C)‏ هو نادي كرة قدم شبه محترف مقره في بارتون له كلي، في بيدفوردشير، بإنجلترا.

## سجلات النادي
- أكبر عدد الحضور جماهيري: 1900 ضد نونتون بورو، الجولة التأهيلية الرابعة لكأس الاتحاد الإنجليزي، 1976.[1]